# 岡田洋子
岡田 洋子（おかだ ようこ、1969年4月3日 - ）は、テレビ朝日の社員で、元アナウンサー。

## 人物
東京都日野市出身。東京都立日野台高等学校、青山学院大学文学部卒。
1992年、テレビ朝日にアナウンサーとして入社。同期は山口豊と岡田真由子。
2004年5月に結婚。2005年3月から、第一子出産のための産休に入り、2005年3月23日に長女を出産し、2006年9月に復帰した。
2008年10月、編成制作局編成部に異動。
アナウンサー時代にファイナンシャルプランナーの資格を取得している。

## 過去の出演番組
報道・情報番組
| 期間       | 期間      | 番組名                            | 役職                                                        |
| ---------- | --------- | --------------------------------- | ----------------------------------------------------------- |
| 1995年4月  | 1997年3月 | ニュースステーション              | 金曜日サブキャスター                                        |
| 1995年4月  | 1995年9月 | ステーションEYE                   | 週末メインキャスター                                        |
| 1995年10月 | 1996年9月 | ステーションEYE                   | 平日メインキャスター                                        |
| 1996年10月 | 1997年9月 | お昼のN天ワイド                   | 前半部分でのキャスター                                      |
| 1997年10月 | 2000年9月 | 検証ドキュメンタリー ザ・スクープ | ニュース担当キャスター                                      |
| 1998年4月  | 1998年9月 | 早起き!チェック                   | 月・火曜日担当司会                                          |
| 2000年4月  | 2001年3月 | ANNニュース                       | 土曜日深夜枠での担当キャスター                              |
| 2001年4月  | 2005年3月 | ANN NEWS&SPORTS                   | ニュース担当キャスター ※同番組開始から1年は、土曜日のみ放送 |
| 2002年4月  | 2003年3月 | うるおい宣言!                     | 司会                                                        |

その他
- 題名のない音楽会（1997年5月 - 9月）
- News Access
- GREGORY HORROR SHOW　THE SECOND GUEST（ナレーター（私））

### テレビドラマ
- ビーロボカブタック 第32話「凄いぞ!! ドデカ対決」（1997年）

## 同期アナウンサー
- 山口豊
- 岡田真由子（→秘書課→編成制作局映画センター）